# Strandhill
Strandhill is een plaats in het Ierse graafschap County Sligo. De plaats telt 1.002 inwoners.

## Ligging
Strandhill ligt westelijk van de berg Knocknarea op het schiereiland Coolrea ('Cúil Irra') en kijkt uit over de Atlantische Oceaan. De omgeving is een bekende bestemming voor surfers en wordt tot de beste van Ierland gerekend.

## Voorzieningen
In Strandhill vindt men een golfterrein met 18 holes, een terrein met caravanstandplaatsen, horeca enz. Ook Sligo Airport hoort bij het plaatsje. De badplaats is populair bij de inwoners van zeven kilometer oostelijk gelegen Sligo.
De jaarlijkse wedren Warrior's Run begint en eindigt bij het strand van Strandhill.